# Moondog

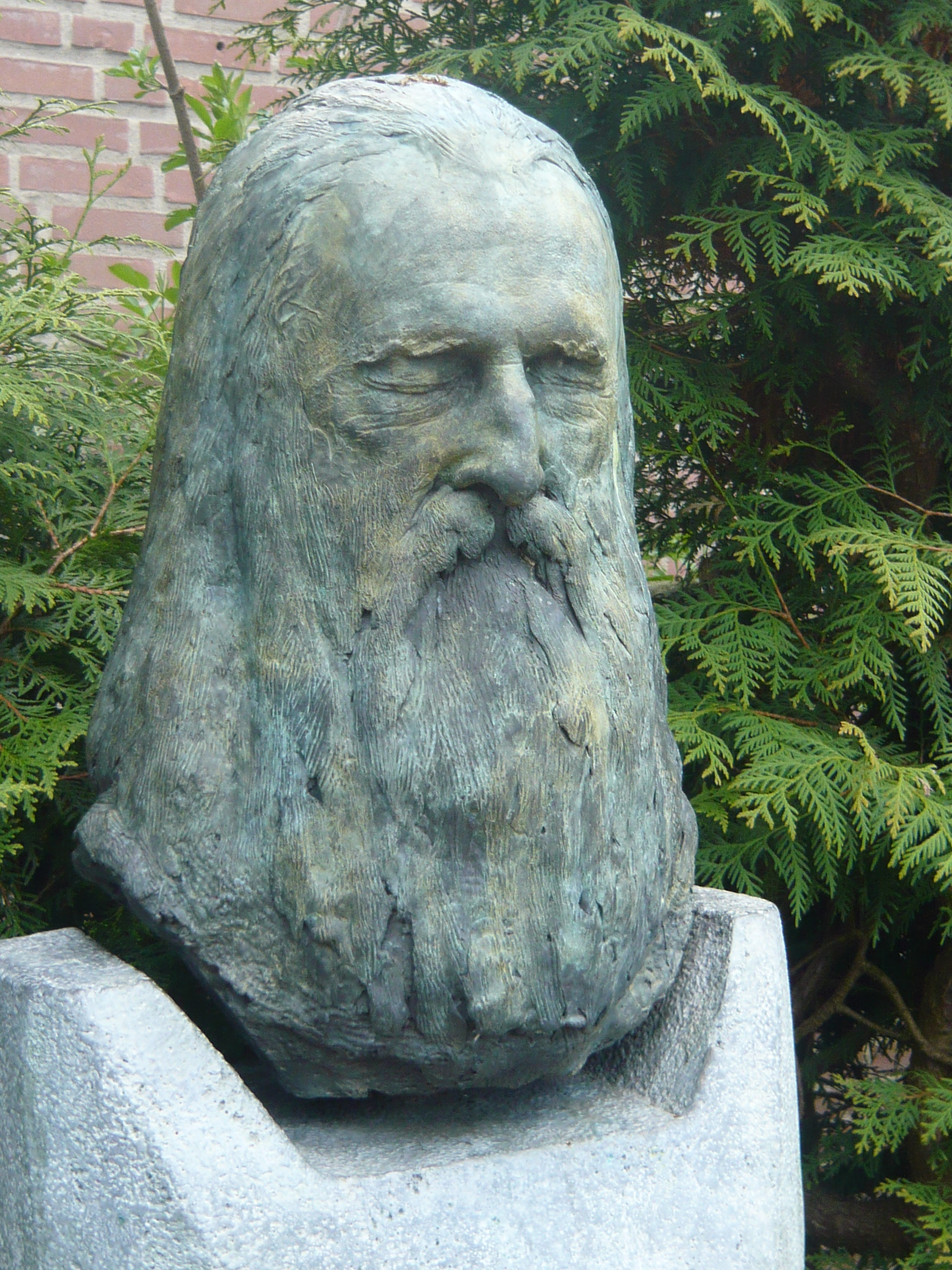
Moondogs Grabmal auf dem Zentralfriedhof in Münster, gestaltet durch Ernst Fuchs nach der Totenmaske

Moondog (* 26. Mai 1916 als Louis Thomas Hardin in Marysville, Kansas; † 8. September 1999 in Münster) war ein US-amerikanischer Komponist und Musiker.

## Leben

### Jugend
Louis Thomas Hardin wurde als Sohn eines Wanderpredigers der Episkopalkirche und einer Lehrerin geboren. Infolge der wechselnden Einsatzorte seines Vaters verlebte er seine Jugend an einer Vielzahl von Orten des Mittleren Westens (in Wisconsin, Wyoming und Missouri) sowie in North Carolina. Die kindliche und jugendliche Erfahrung, nie wirklich sesshaft zu sein, habe, so Hardin, seinen Freiheitsdrang und seine unbürgerlich-unsesshafte Lebensweise geprägt. Er bezeichnete sich als „Europäer im Exil“: „Das hatte mit meiner Liebe zur klassischen Musik der Alten Welt zu tun.“ Als zweiten Grund nannte er, dass seine Familie mütterlicherseits aus Deutschland, väterlicherseits aus Skandinavien stammte.
Im Alter von sechzehn Jahren verlor Hardin das Augenlicht bei einer Explosion, als er mit einer Knallkapsel hantierte, die bei einer Überschwemmung zwischen Eisenbahngleisen angespült worden war. Auf einer Blindenschule in Iowa kam er mit klassischer Musik in Berührung und erhielt seine erste musikalische Ausbildung. Rückblickend verstand Hardin den Unfall als Chance: „Ohne den Unfall hätte ich wohl nie die Möglichkeit bekommen, Musiker zu werden.“ Er lernte Violine, Viola, Piano, Orgel, Chorgesang und Harmonielehre und studierte autodidaktisch weiter, indem er las, was ihm zum Thema Musik in Blindenschrift zugänglich war. Gleichzeitig übte er sich im Trommeln. Seine ältere Schwester las ihm einmal ein Buch über einen europäischen Komponisten vor, daraufhin habe er – so erzählte er später – beschlossen, ebenfalls Komponist zu werden. Seine Gehörbildung perfektionierte er so, dass er musikalische Ideen direkt aus dem Kopf in Blindenschrift umsetzen konnte. So gut wie alle seine Kompositionen entstanden ohne Instrument.

### In New York
1943 zog es Hardin nach New York, wo er ein Leben als Straßenmusikant führte. Den Namen „Moondog“ legte er sich 1947 zu, nach seinem Blindenhund, der, so Hardin, „mehr als jeder andere Hund, den ich kannte, den Mond anheulte“.
Bis in die frühen 1970er Jahre war er meistens in Manhattan an der Ecke 6th Avenue/54th Street anzutreffen. Er schlug die Trommel, spielte seine Kompositionen auf einer Zither, trug kleine Gedichte vor, durchweg in der klassisch-strengen Form der Couplets, gereimter Verspaare, und verkaufte sie an Passanten. Fasziniert von der Lektüre der Edda, legte er sich eine Wikingerkluft zu. Alte Fotos zeigen den Verehrer nordischer Mythologie mit wallendem Bart, weitem Umhang, langem Speer und gehörntem Helm. Von manchen Passanten wohl als exzentrischer Sonderling oder gar als Scharlatan beargwöhnt, von zahlreichen Künstlern aber hoch geachtet, wurde Moondog bald zu einer Art Institution im Straßenbild von Manhattan. Zu den Anekdoten, die um ihn kursieren, gehört jene, wonach das Hilton-Hotel in der New York Times Anzeigen schaltete, in denen es seine Adresse mit „gegenüber von Moondog“ angab.

### Erste Anerkennung als Musiker
Wenn Hardin auch die Straße zu seinem Zuhause machte, war er nicht sozial isoliert und kein Stadtstreicher. Er lernte auf der Straße Musiker der New Yorker Philharmoniker kennen, die ihn ihrem Dirigenten Artur Rodziński vorstellten. Der lud ihn ein, den Orchesterproben in der Carnegie Hall beizuwohnen, wo Moondog dann jahrelang ein und aus ging und viel über Orchestrierung lernte. Er begegnete Arturo Toscanini, Igor Strawinski und Leonard Bernstein. Für Bernstein war er „dieses seltsame Genie, das da unten an der Ecke steht“. Nach Rodzińskis Weggang 1947 war Moondog in der Carnegie Hall nicht mehr so gern gesehen. An seinen Straßenecken traf er mit Charlie Parker zusammen, der ihm vorschlug: „You and I should make a record together“ – ein Vorhaben, das sich durch Parkers plötzlichen Tod nicht mehr verwirklichen ließ.
1949/1950 erschienen Moondogs erste Schallplattenaufnahmen, auf denen er Oboe, Klarinette, Maracas, Claves, Kalebassen-Rasseln sowie andere Schlaginstrumente spielt und singt. Mit Julie Andrews veröffentlichte er 1955 bei Angel Records eine sehr erfolgreiche Platte mit Kinderliedern. Mit Charles Mingus bestritt er ein Konzert im Whitney Museum of American Art, mit Allen Ginsberg eine Dichterlesung. Janis Joplin und Big Brother and the Holding Company nahmen 1968 sein Madrigal All Is Loneliness auf. „Sie haben es verhunzt“, meinte Moondog später. Die Labels Mars, Prestige und Epic verlegten Platten mit seiner Musik. In den späten 1960er Jahren spielte er zwei Alben für Columbia Records (CBS) ein.

### Übersiedlung nach Deutschland 1974
Unvermittelt verschwand Moondog aus New Yorks Straßen. Manche hielten ihn für tot. In einer TV-Talkshow bedauerte Paul Simon, eines seiner großen musikalischen Vorbilder, Moondog sei verstorben. Tatsächlich hatte ein Freund, der Organist Paul Jordan, vermittelt, dass Ernstalbrecht Stiebler vom Hessischen Rundfunk 1974 Moondog einlud. Unter der Überschrift „Bach, Moondog & Bach“ gab es zwei Konzerte in der Peterskirche in Weinheim und in Frankfurt am Main. Nach dem Frankfurter Konzert bemängelte ein Kritiker, dass Moondogs Kompositionen nur „unzureichend avantgardistisch“ seien, doch das Publikum war begeistert. Angesichts des unverhofften Erfolges entschloss sich Moondog kurzfristig, in Deutschland zu bleiben, und begründete dies so: „Ich wollte ursprünglich gleich nach dem Konzert zurück. Als ich aber hier war, da war ich so beeindruckt von den Menschen, von ihrer Freundschaftlichkeit, ihrer Wärme, der ganzen Atmosphäre, daß ich mich entschieden habe, nicht mehr in die USA zurückzugehen.“ Paul Jordan machte Moondog auch mit dem (ebenfalls blinden) Organisten Helmut Walcha bekannt; gemeinsam spielten sie Inventionen von Johann Sebastian Bach.
In Hamburg, Hannover und wenig später in Recklinghausen setzte er zunächst sein Straßenmusikerleben fort, trommelte in den Fußgängerzonen und verkaufte seine Gedichte. Nach Recklinghausen kam er, weil ein junger Musiker, Tom Klatt, gelesen hatte, dass Moondog Deutschland würde verlassen müssen, wenn sich nach dem Frankfurter Konzert keine Folgeauftritte ergäben, und ihn daraufhin einlud.

### Förderung und Management durch Ilona Sommer
1977 sprach ihn an seinem Stammplatz in der Recklinghäuser Altstadt die Studentin Ilona Goebel (* 1951, später Ilona Sommer) an, und lud ihn, zunächst für ein paar Tage, in das elterliche Haus im Nachbarort Oer-Erkenschwick ein: „Mein elf Jahre alter Bruder wollte ihn zu Weihnachten zum Essen nach Hause einladen, weil er ihm so leid tat. Aber keiner aus der Familie traute sich, ihn zu fragen. Und dann sah ich eine Platte mit seiner Musik – Orchesterstücke, gespielt von 45 Musikern, mit einer Menge Solisten. Die kaufte ich. Als ich seine Musik zum ersten Mal hörte, war ich ergriffen. Ich konnte nicht glauben, dass jemand, der solche Musik schreiben kann, so leben muss wie er. Da lud ich ihn nach Hause ein.“
Ilona Sommer redete ihm die Wikingerkluft aus und brachte ihn auf den Geschmack an einem mehr bürgerlichen Leben. Sie gab ihr Geologie-Studium auf, nahm ihn in ihre Obhut und machte das Haus in Oer-Erkenschwick für Louis Hardin zur kreativen Stätte des Komponierens. Sie lernte, seine Kompositionen aus der Blinden- in normale Notenschrift zu übertragen, und begleitete Moondog fortan bei seinen Konzertauftritten. Sie gründete den Musikverlag Managarm für die Werke Moondogs.
In den späten 1970er Jahren brachte Roof Music auf seinem Label Kopf-Records drei Moondog-LPs heraus. Danach wurde es in puncto Veröffentlichungen still um ihn. Moondog komponierte allerdings unermüdlich weiter, so dass sein Werk auf 50 Sinfonien und zahllose kleinere Stücke anwuchs.
Moondog musizierte (und dirigierte) in seinen deutschen Jahren häufig in Recklinghausen in der  Altstadtschmiede und in der „alternativen“ Gastwirtschaft „Baum“, bei Konzerten in Münster und bei den Wittener Tagen für Neue Kammermusik.

### „Wiederentdeckung“ und Medienecho 1989
15 Jahre nach seinem Weggang aus den USA erlebte Moondog 1989 in New York ein vielbeachtetes Comeback. Das zehnte New Music America Festival hatte ihn eingeladen, einige seiner Kompositionen aufzuführen. Bei dem Konzert, das am 16. November unter dem Motto Meet The Moderns in der Brooklyn Academy of Music stattfand, standen u. a. auch Uraufführungen symphonischer Werke von Butch Morris und John Zorn auf dem Programm. In einer Folge von musikalischen Widmungen an Musiker, die er einst kannte (Benny Goodman, Lester Young, Charlie Parker, Artur Rodziński), sowie an die Städte New York und Paris dirigierte Moondog das Philharmonische Kammerorchester Brooklyn.
Das Medienecho auf Moondogs Rückkehr war überschwänglich. Die New York Times und die Wochenzeitschrift People begrüßten ihn in ausführlichen Beiträgen. In einer Rezension des Konzertes in der New Yorker Tageszeitung Newsday hieß es: „Nur neun kurze Nummern des blinden, gabelbärtigen Moondog machten den Abend lebendig. Für den 75-Jährigen könnte das New Yorker Comeback erst den Anfang einer neuen Karriere bedeuten.“ CBS und ROOF Music unternahmen Wiederveröffentlichungen seiner früheren Platten als CDs.
Der Pop-Chansonnier Stephan Eicher zog ihn bei seinem Album „My Place“ für ein Instrumentalarrangement des „Guggisbergerliedes“ heran, und Musiker der Guildhall School of Music führten aus Anlass von Moondogs 75. Geburtstag im Mai in London und Dartington Hall eine Reihe seiner Saxophonwerke auf.
Das American Ballet Theatre führte im Januar 1992 Orchesterwerke Moondogs in Hollywood, Washington (Kennedy Center) und in der New Yorker Metropolitan Opera auf.

### Spätwerk
1992 legte Moondog ein neues Album vor: Sax Pax For a Sax, eingespielt im englischen Bath mit dem Ensemble London Saxophonic, das in Großbritannien und in Deutschland wahre Begeisterungsstürme auslöste, u. a. auf der Documenta in Kassel und beim Moers Festival. Bei der Produktion waren neben David Lord als Produzent mit Danny Thompson und Peter Hammill weitere Größen der englischen Musikwelt beteiligt. 1997 wurde das Album in den USA veröffentlicht (Atlantic Records).
1999 starb Moondog in Münster im Alter von 83 Jahren an Herzversagen. Er ist auf dem Zentralfriedhof Münster begraben. Sein Grabmal wurde von dem Künstler Ernst Fuchs nach der Totenmaske gestaltet. Ilona Sommer starb 2011 in Münster und wurde in der gleichen Grabstätte wie Moondog bestattet.

## Nachlass, Rechte
Im von Ilona Sommer gegründeten Managarm-Musikverlag sind heute die meisten Moondog-Werke verlegt. Louis Hardins letztem Willen gemäß wurde sein Gesamtwerk von ihr bzw. dem Musikverlag betreut und verwaltet.  Seit ihrem Tod 2011 verwaltet der Berliner Rechtsanwalt Alexander Duve als Testamentsvollstrecker weltweit sämtliche Rechte am Werk Louis Hardins.

## Stil, Kompositionstechnik
Moondog sah sich als Klassizist: „Ich bin ultrakonservativ. Ich rebelliere gegen die Rebellen. Die Rebellen sind für mich die Atonalisten und Polytonalisten. Ich bleibe der Tonalität und den alten Formen treu, weil ich denke, daß ihre Möglichkeiten nicht ausgeschöpft sind und auch nie ausgeschöpft werden können.“ Sein kompositorisches Ideal war der Kontrapunkt. „Ob da Saxofone eine jazzige Chaconne tanzen, fröhliche Couplets sich mit verträumten Pretiosen auf Spieluhrbasis abwechseln, ohrwurmige Jingles für imaginäre Fernsehserien auf Orgelwerke folgen – Moondogs Musik ist singulär und zugleich allumfassend, ganz einfach und streng durchdacht.“
„Der Kanon ist Moondogs musikalische Ursubstanz, die in vielfältigen traditionell europäischen Gewändern erscheint: Vom Madrigal über die klassische Sinfonie bis zur Zwölftonmusik findet sich alles in Moondogs Oeuvre, allerdings jeweils in origineller Anverwandlung.“ Moondog arbeitete, ähnlich wie die Minimalisten, mit repetitiven Patterns, doch folgte er stets den Gesetzen des Kontrapunkts, während ihm die Tendenzen der Neuen Musik zur Atonalität und zur Elektronik ein kompositorisches Gräuel waren.
Klassische Techniken führten bei ihm zu einem unklassischen Resultat. Er komponierte so konsequent konservativ, dass es schon fast wieder revolutionär wirkte. In der formalen Strenge fand er seine musikalische Freiheit. Moondog: „Mir kommt es so vor, als ob ich mit einem Fuß in Amerika und mit dem anderen in Europa stehe, oder mit dem einen in der Gegenwart und mit dem anderen in der Vergangenheit. Rhythmisch könnte man mich der Gegenwart, ja, der Avantgarde zurechnen; melodisch und harmonisch stehe ich dagegen sehr weit in der Vergangenheit.“

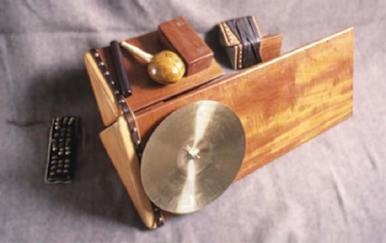
Trimba

Ob Songs oder Orchesterstücke, Kanons oder Madrigale, Werke für Orgel oder für Kammerensemble – fast immer ist Moondogs Musik mit eigentümlichen Perkussionsrhythmen unterlegt, die er selbst durchweg auf einer dreieckigen Trommel – der „Trimba“ – schlug. Moondog bezog sich auf traditionelle indianische Rhythmen, wie er sie als Kind in den Reservaten der Arapaho von Wyoming kennenlernte, wohin ihn sein Vater bei Missionsreisen gelegentlich mitgenommen hatte. Er erzählte gern davon, wie er auf Häuptling Yellow Calfs Schoß sitzen und die große Sonnentanztrommel schlagen durfte. Die Vorliebe für Perkussion ließ ihn nicht wieder los. Die „Indian Beats“ wurden zu einer Art Herzschlag in seiner Musik.

## Dirigierstil
Bei seinen Auftritten in Deutschland fiel Moondogs ungewöhnlicher Dirigierstil auf. Er spielte nicht die traditionelle Rolle der dirigierenden Autoritätsfigur, sondern saß seitlich des Orchesters und gab auf einer Pauke den Beat vor. In einem Interview nahm er dazu Stellung: „Ich verstehe mich als Erster unter Gleichen. Es gibt quasi 40 Dirigenten, und jeder ist sowohl für seinen eigenen Part verantwortlich als auch für die gesamte Aufführung. Orchestermusiker reagieren durchaus positiv auf diese Idee. In meiner Musik gibt es keine Taktwechsel. Wenn ich in 4/4 anfange, höre ich auch in 4/4 auf. Sie brauchen bloß gerade durchzuzählen. Nur wenn unbedingt nötig, gebe ich mal einen Wink mit der Hand. Aber durchweg will ich, wenn sie einmal angefangen haben, gar nicht, dass sie mich ansehen. Sie sollen sich auf ihren Part konzentrieren.“

## Nachleben
- In Österreich gelangte Moondogs Bird's Lament (auf diversen Compilations auch als „Lament I“) zu Bekanntheit, das als Titelmusik zu der ehemaligen ORF-Sendung Trailer mit Frank Hoffmann – etwas schneller – zu hören war.[29]
- Durch die discotauglichen Remixe „Get a move on“ des englischen DJ Mr. Scruff und „Night at the dogs“ vom ebenfalls englischen DJ Jesse Rose wurde Bird's Lament auch auf den Tanzflächen wiederentdeckt.
- Die US-amerikanische Band Moondogg um die Sängerin Elizabeth Westwood benannte sich nach Moondog.
- Originalklang und Rhythmus von Moondogs Trimba vermittelt heute der schwedische Percussionist Stefan Lakatos, ein Schüler und langjähriger Freund von Moondog,[30] von dem er Bau und Spiel dieses Instruments erlernte.
- Im Februar 2006 veröffentlichte die Bochumer Harfenistin Xenia Narati die CD „Moondog Sharp Harp“, auf welcher sie sechs Kompositionen Moondogs als Ersteinspielungen zu Gehör bringt.
- Der Komponist Thies Mynther präsentierte im Jahr 2020 die Installation Moonmachine in der Kunsthalle Münster, die eine Partitur von Moondog abspielte.[31]

## Erinnerung
- In Recklinghausen erinnert eine Gedenktafel in der Breiten Straße, wo er jahrelang zu stehen pflegte, an Moondog.[32]
- Zu seinem 10. Todestag am 8. September 2009 sendete WDR 5 ein ZeitZeichen, siehe auch den Eintrag unter Weblinks.

### Populärkultur
- Die Bremer Alternative-Rock-Band The Paleo Paranoids setzte Moondog in ihrem gleichnamigen Song auf dem 2018 erschienenen Album Cargo ein musikalisches Denkmal.[33][34]

## Diskographie
- Snaketime Rhythms, SMC Pro Arte, 1949/1950
- Moondog's Symphony, SMC Pro Arte, 1949/1950
- Organ Rounds, SMC Pro Arte, 1949/1950
- Oboe Rounds, Chant, Loneliness, Wildwood, SMC Pro Arte, 1949/1950
- Moondog and His Friends, Epic, 1953.
- Moondog, Prestige, 1956.
- More Moondog, Prestige, 1956.
- The Story of Moondog, Prestige, 1957.
- Tell It Again (with Julie Andrews), Angel/Capital, 1957 (Reissue: Poppy Disc, 2009)
- Moondog, Columbia, 1969.
- Moondog 2, Columbia, 1971.
- Moondog in Europe, Kopf, 1977 (Reissue: Roof Music, 1999)
- H'art Songs, Kopf, 1978 (Reissue: Roof Music, 1999)
- Moondog: Instrumental Music by Louis Hardin, Musical Heritage Society, 1978.
- A New Sound of an Old Instrument, Kopf, 1979 (Reissue: Roof Music, 1999)
- Facets, Managarm, 1981.
- Bracelli, Kakaphone, 1986.
- Moondog. Sis (Sony BMG), Sis (Sony BMG) 1995.
- Elpmas, Kopf Records & Roof Music, 1991, KD 123314
- The German Years (1977–1999), ROOF Music, 2004, RD 2433221
- Rare Material, ROOF Music, 2006, RD 2633272
- Moondog: Pastoral Suite; Surf Session. Moondog's Corner, 2005.
- Viking on Sixth Avenue, Honest Jon, 2005.
- Sax Pax for a Sax, Megaphon, 2007.